# Мёттлинген
Мёттлинген — район города Бад-Либенцелль в округе Кальв на земле Баден-Вюртемберг. Муниципалитет имеет статус курорта.

## География

### Географическое положение
Мёттлинген находится в 40 км к западу от Штутгарта и в 15 км к юго-западу от Пфорцхайма в Хекенгау, ландшафте между регионом Неккар и северным Шварцвальдом на высоте от 530 м (центр города) до 580 м над уровнем моря. НН (Хёрнле). В течение 20-го века муниципалитет превратился в типичный жилой район, где многие люди добираются до близлежащих крупных и средних центров, таких как Бёблинген / Зиндельфинген, Леонберг или Штутгарт. Политически муниципалитет принадлежит к региону Северный Шварцвальд.
Структура района

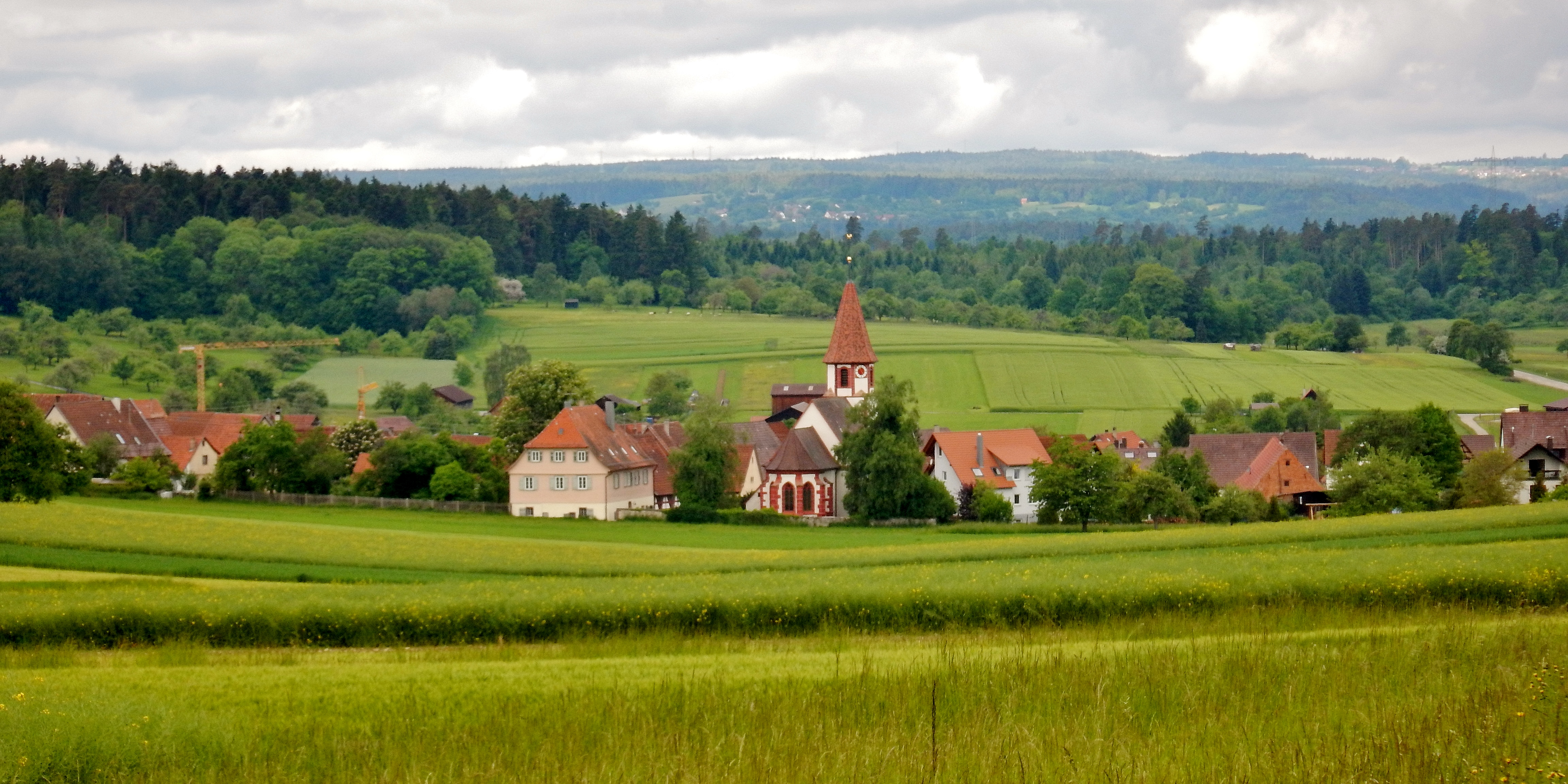
Мёттлинген с востока. На заднем плане краевые плиты северного Шварцвальда

Мёттлинген включает в себя деревню Мёттлинген и усадьбу Хофгут Георгенау.

### Естественная пространственная классификация и структура расселения

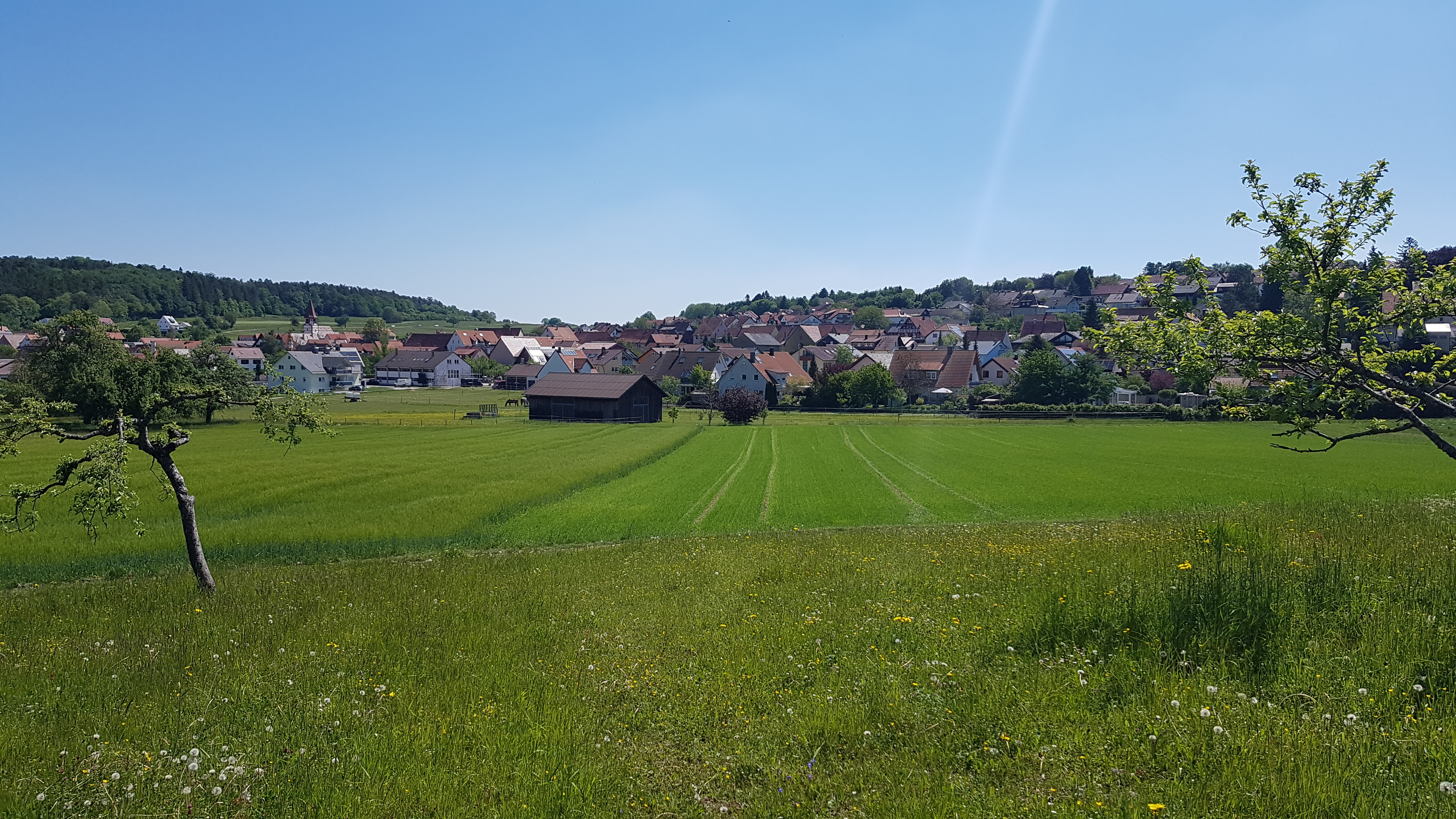
Мёттлинген с юго-запада

Район вокруг деревни можно отнести к Верхнему Гауэну (122.45: «Вюрмбухт»). Полы коридоров состоят из ракушечника и глины и в основном каменистые. Появляется все больше и больше характерных для Хекенгау живых изгородей, созданных из очищенных камней. В остальном преобладают сосново-еловые леса, а также поля, часто встречаются луговые сады. Природный заповедник Монбах, Майсграбен и Санкт-Леонхардквелле находится в небольшой степени в пределах района Мёттлинген.

### Соседние приходы
- Из-за города Мюнклинген (район Бёблинген) на северо-востоке
- Симможхайм (район Кальв) на юго-востоке
- Нойхенгштет и Оттенбронн (Альтенгштетт) на юго-западе
- Унтерхаугштетт (также часть Bad Liebenzell) на востоке
- Нойхаузен (Энцкрайс) на северо-западе

## История

### Происхождение и ранняя история
Как уже указывало окончание «-ingen» в названии местности, Мёттлинген относится к поселениям самого древнего поселенческого слоя Старого Сильделланда, что означает, что люди, вероятно, уже постоянно селились примерно на нынешнем месте деревни до 900 года до нашей эры. На самом деле, женские могилы меровингов были обнаружены во время строительных работ в апреле 1995 года. Старейшая королевская династия франков. Участок был расположен на слегка покатом южном склоне на современном перекрёстке улиц «Им Грюндле/Вайль дер Штедтер Штрассе» на глубине от одного до полутора метров. Помимо в общей сложности не менее тринадцати захоронений, было найдено некоторое количество могильных предметов. Среди них были стеклянные бусы, ожерелье и железная пряжка, которые можно датировать концом VI века благодаря их дизайну и составу.
Мёттлинген впервые упоминается в письменном виде как «Меттелинген» в документе монастыря Хирсау, который уже имел здесь собственность до 1075 года. Трухзессы из Вальдека, швабская дворянская семья, в средние века владели «Бургштаделем», от которого сегодня не осталось и следа, но название поля «Бургшталь» до сих пор свидетельствует об этом. Около 1411 года большая часть Мётлингена (включая Бургштадель), очевидно, перешла во владение графа Эберхарда III Вюртембергского. В 1370 или 1389 году, то есть в позднем средневековье, вольный имперский город Вайль купил половину деревни, после чего деревня была разделена на два владения. До 1865 года Вайль дер Штадт содержал «Майерхоф», который существует и по сей день. На территории современного района находится заброшенный «Санкт-Леонхард», остатки часовни, построенной между 5 и 8 веками, которая была разрушена.

### От раннего модерна до 19 века
Мёттлинген также не избежал Тридцатилетней войны. В своём «Heimatkunde vom Oberamt Calw, für Schule und Haus», написанном в 1926 году, Вильгельм Мёнх описывает, как в сентябре 1635 года десять владельцев скота, защищавшихся от имперских войск, были «жестоко избиты, высечены и расстреляны», а затем «плохо похоронены». В том же году от чумы умерло 35 жителей села. Во время Первой коалиционной войны Мёттлинген был сильно повреждён 17 июля 1796 года французской Рейнско-Мозельской армией под командованием генерала Антуана Лароша-Дюбуска.
Обычаи реального разделения в Альтвюртемберге благоприятствовали появлению небольших парцеллированных полей. Поскольку вскоре их стало слишком мало, чтобы прокормить целые семьи, в Мёттлингене, как и во всем Вюртемберге в то время, были фермеры, работающие неполный рабочий день, которые часто занимались подработками. До 1960 года в селе проживало более 20 ремесленников и мелких ремесленников, три корчмы и молочный кооператив. Это социальное изменение коснулось формы расселения. Образ центра города, лежащего в плоской долине, до сих пор характеризуется большим количеством простых небольших домов.

### Развитие населения
| Год     | 1821 | 1852 | 1861 | 1871 | 1880 | 1890 | 1900 | 1905 | 1910 | 1925 | 1933 | 1939 | 1950 | 1956 | 1961 | 1970 | 2004 | 2019 |
| жителей | 487  | 522  | 505  | 509  | 524  | 513  | 472  | 461  | 500  | 523  | 576  | 566  | 634  | 654  | 703  | 838  | 1245 | 1317 |

Источники

### Герб
Герб: «Красным по диагонали перекрещены золотые (жёлтые) грабли и золотой (жёлтый) ключ, прикрытые на пересечении золотым (жёлтым) посохом аббата на красном щите».

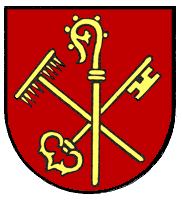

Обоснование герба: Посох аббата указывает на связь между Мёттлингеном и монастырём Хирсау, который явно имел влияния здесь до 1075 года. Грабли происходят от фамильного герба стюардов Вальдека, которые в раннем средневековье были главными владельцами вотчин и, соответственно, владели деревней. Вероятно, у них здесь был укреплённый двор — об этом до сих пор напоминает название поля «Бургшталь». Ключевыми моментами являются единственное поместье, все ещё существующее на Möttlinger Marking, Hofgut Georgenau. В 1861 году Эмиль Вильгельм Георгий приобрёл «Бюльхоф» и через год подал заявку на его переименование в «Хоф Георгенау». В 1870 году за свои заслуги он был облагорожен. Ключ взят с фамильного герба Георгия и призван сохранить память о нём как о покровителе общины.

## Культура и достопримечательности

### Религия
Евангелический приход Мёттлингена является частью церковного округа Кальв-Нагольд евангелической церкви в Вюртемберге. Католические жители принадлежат к католическому приходу св. Лиоба (Бад-Либенцелль), который закреплён за римско-католической пастырской единицей св. Иосифа в Кальве.

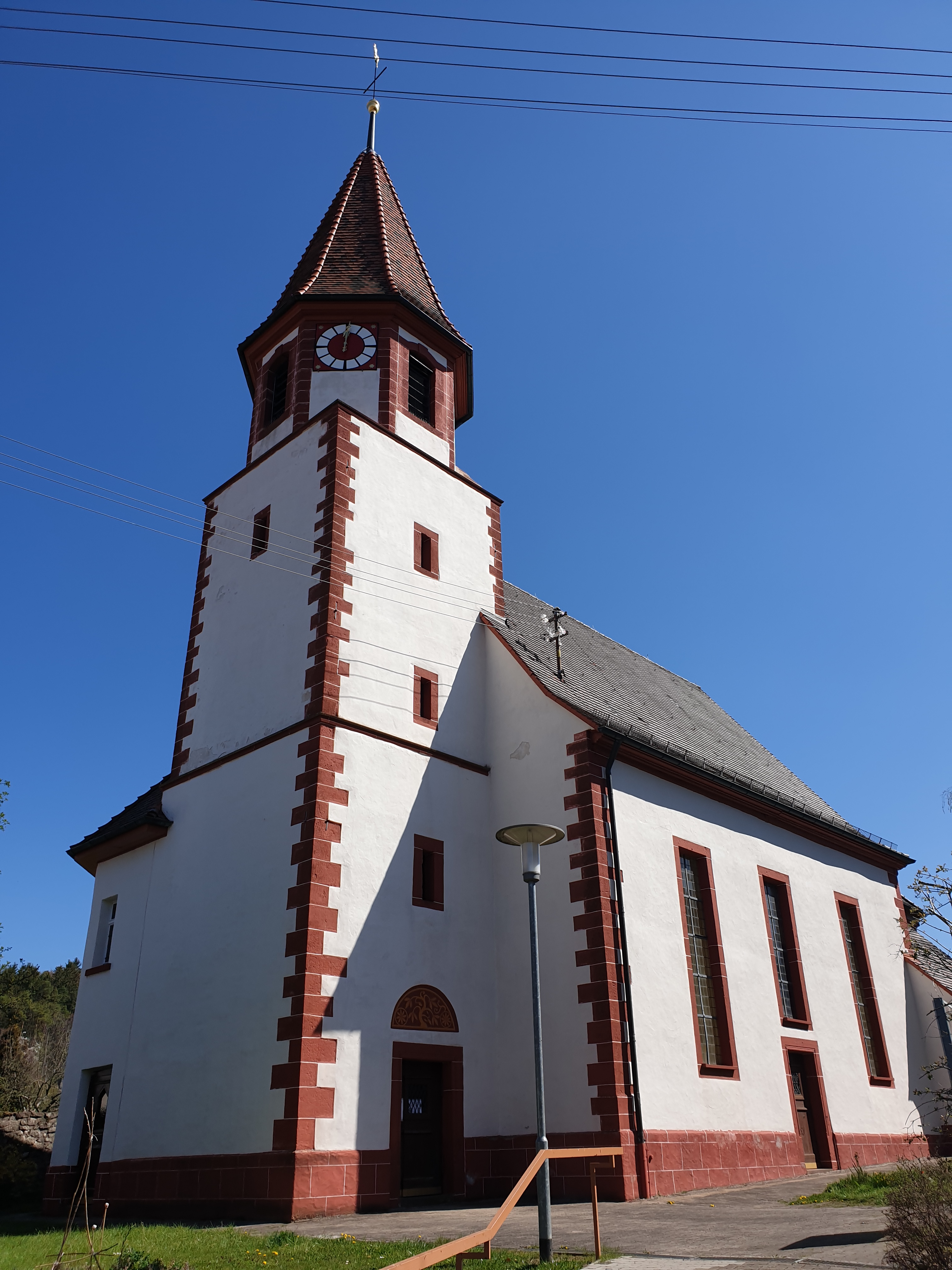
Церковь Блюмхардта

### Структуры
- На окраине центра общины находится церковь Блюмхардта евангелического прихода. Первоначально католическая церковь была включена в состав монастыря Хирсау в 1401 году и освящена в 1525 году в честь покровительницы Святой Марии. Он находился под покровительством графов Палатинских Тюбингенских. По инициативе монастыря Хирсаус бывшее романское здание было перестроено в готическом стиле. Неф датируется 1746 годом. Башня с романской триумфальной аркой, вероятно, намного старше. В ходе Реформации в Вюртемберге в 1534 году «Мариенкирхе» также стала протестантской. В 1955 году он был переименован в честь 150-летия своего тёзки Иоганна Кристофа Блюмхардта, работавшего здесь в середине 19 века.[6]Другими известными пасторами, которые работали на основе пиетизма в Мётлингене, были Готлиб Фридрих Махтхольф (1763—1800) и Кристиан Готтлоб Барт (1824—1838), которые также посвятили себя сестринскому делу. Сегодня каждому из них посвящено название улицы.
- Дом Готлибина Диттуса, выставка и мемориал Блюмхардта.[7]
- Основы спасательного ковчега в 1909 году и общины Патмоса после 1945 года также можно косвенно проследить до работ Блюмхардта.

### Ассоциации

###### ТСВ Мёттлинген 1905
Спортивный клуб с наибольшим количеством членов — это Turn- und Sportverein Möttlingen, который был основан в 1905 году. Помимо самого большого отделения для футбола, в настоящее время существуют другие — для гимнастики и досуга и дартс. Регулярно проводятся встречи по обмену спортивного инвентаря. Также предлагаются курсы фитнеса. Спортивное поле, которое было открыто в 1977 году, было капитально отремонтировано и расширено в 2019/20 году, а торговый контейнер также был заменен новым массивным зданием. Первая мужская команда футбольного отделения в настоящее время играет в Kreisliga A района Бёблинген/Кальв.

###### MUTTV Bad Liebenzell (настольный теннис)
В настольный теннис уже играли в клубе гимнастики и спорта в Мёттлингене с 1960-х годов. В 1969 году для этого был создан отдельный отдел, который отделился от зонтичной организации в 1982 году и основал свой собственный клуб «Möttlinger Table Tennis Club Monbachtal» (MTTC). Позже клуб был переименован в «Клуб настольного тенниса Möttlinger-Unterhaugstetter Bad Liebenzell» (MUTTV).

###### Стрелковый клуб Bad Liebenzell — Möttlingen 1973
Как и клуб настольного тенниса, стрелковый клуб также был создан путём отделения от клуба гимнастики и спорта. 13 января 1973 года тринадцать членов-основателей сформировали недавно созданный стрелковый клуб, в котором сейчас насчитывается более 130 активных и пассивных стрелков. Собственный стрелковый дом клуба был построен в 1978 году.
- Сообщество верховой езды Hof Georgenau[8]
- Спортивная ассоциация собак Мёттлинген и окрестности e. В. Основана в 1995 году.
- Театральное объединение Veigelesbühne 1995 e. В
- Хор тромбонов Евангелической церкви (основан в 1937 г.)[9]

###### Бывшие, несуществующие клубы
- Ассоциация страхования скота (основана Иоганном Кристофом Блюмхардтом)
- Liederkranz Möttlingen 1864 eV (награждён значком Zelter в 1970 г.)
- Церковный хор Мёттлингена

## Политика

### Администрация
Мёттлинген всегда принадлежал к амту, с 1758 года — к обер-амту, а с 1938 года — к округу Кальв. Община, которая до этого момента была независимой, была включена в состав Бад-Либенцелля 1 января 1972 года и с тех пор является населенным пунктом в смысле муниципального кодекса Баден-Вюртемберга, каждый из которых имеет свой местный совет и местного главу в качестве его председателя.

### Приходской совет
Местные выборы с 2009 г. привели к следующему распределению мест:
| Политическая партия | 2009 местные выборы | Муниципальные выборы 2014 г. |
| ------------------- | ------------------- | ---------------------------- |
| ХДС                 | 2 места             | 2 места                      |
| Зелёный             | 0 мест              | 1 место                      |
| СПД                 | 1 место             | 2 места                      |

На местных выборах 2019 года впервые в Мётлингене был избран местный совет, в состав которого входят 5 человек.

## Образование
В Мёттлингене есть детский сад и начальная школа. Начальная школа располагалась в сегодняшнем здании протестантского прихода до 1967 года, когда в Кёпфле было построено нынешнее здание школы. Средние школы имеются в основном городе Бад Либенцелль и соседнем Альтенгштетте, в каждом из которых есть средняя современная школа, а также в близлежащих городах Вайль дер Штадт, Кальв и Штаммхайм.

## Личности

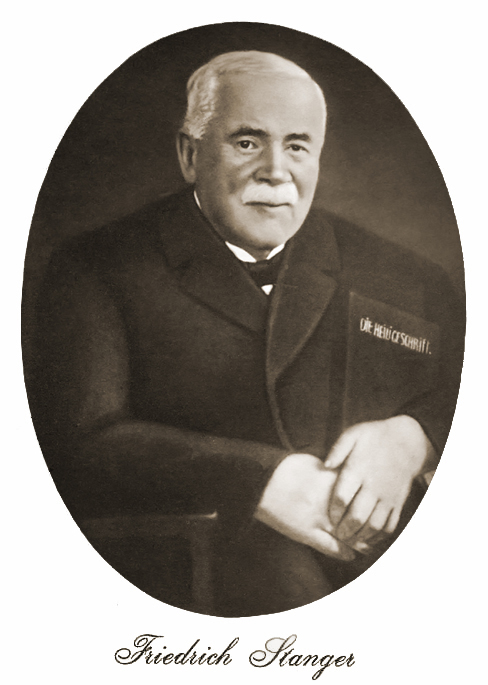
Фридрих Стангер

- Иоганн Кристоф Блюмхардт (1805—1880), был пастором в Мёттлингене с 1838 по 1852 год.
- Готлибин Диттус (1815—1872)
- Кристоф Блюмхардт (родился 1 июня 1842 года в Мёттлингене, † 2 августа 1919 года в Йебенхаузене), немецкий теолог и политик (СДПГ)
- Фридрих Стангер (родился 5 февраля 1855 г. в Мёттлингене, † 13 марта 1934 г. там), немецкий пиетист, целитель и основатель ковчега спасения.
- Отто Хауг (1888—1979) был учителем начальной школы и краеведом.
- Петер Фройденталер и Фолькер Хинкель основали поп-группу Fools Garden в Мёттлингене в 1991 году.